# Gandhi (cognome)
Gandhi () è un cognome diffuso in molte lingue del subcontinente indiano, fra cui l'hindi, il gujarati, il marathi e il punjabi.

## Origine e diffusione
Si tratta di un cognome di origine occupazionale, che risale al termine sanscrito गान्धिक (gandhika), da gandha ("profumo"); esso indicava in origine una persona che svolgeva la professione di profumiere o di venditore di profumi; lo stesso termine, in gujarati, significa anche "droghiere" o "farmacista".
Questo cognome è scritto गांधी in alfabeto devanagari (usato in hindi e marathi); ગાંધી in alfabeto gujarati; e ਗਾਂਧੀ in alfabeto gurmukhi (uno degli alfabeti della lingua punjabi); è diffuso in particolare nel Gujarat (specie tra i Baniani e i Parsi), nel Punjab (tra i Jat e gli Arora), a Mumbai e nel Rajasthan, e tra i Sikh e i Giainisti. 
È noto a livello internazionale per essere stato portato da due importanti figure della storia indiana, Mohandas "Mahatma" Gandhi (1869-1948) e Indira Gandhi (1917-1984); quest'ultima faceva parte della famiglia Nehru-Gandhi, che ha dato i natali anche a diverse altre personali influenti, e non era imparentata con il Mahatma.

## Persone
- Aakash Gandhi, pianista, chitarrista e youtuber statunitense naturalizzato indiano

### Famiglia di Mohandas Gandhi
- Kasturba Gandhi, pacifista indiana

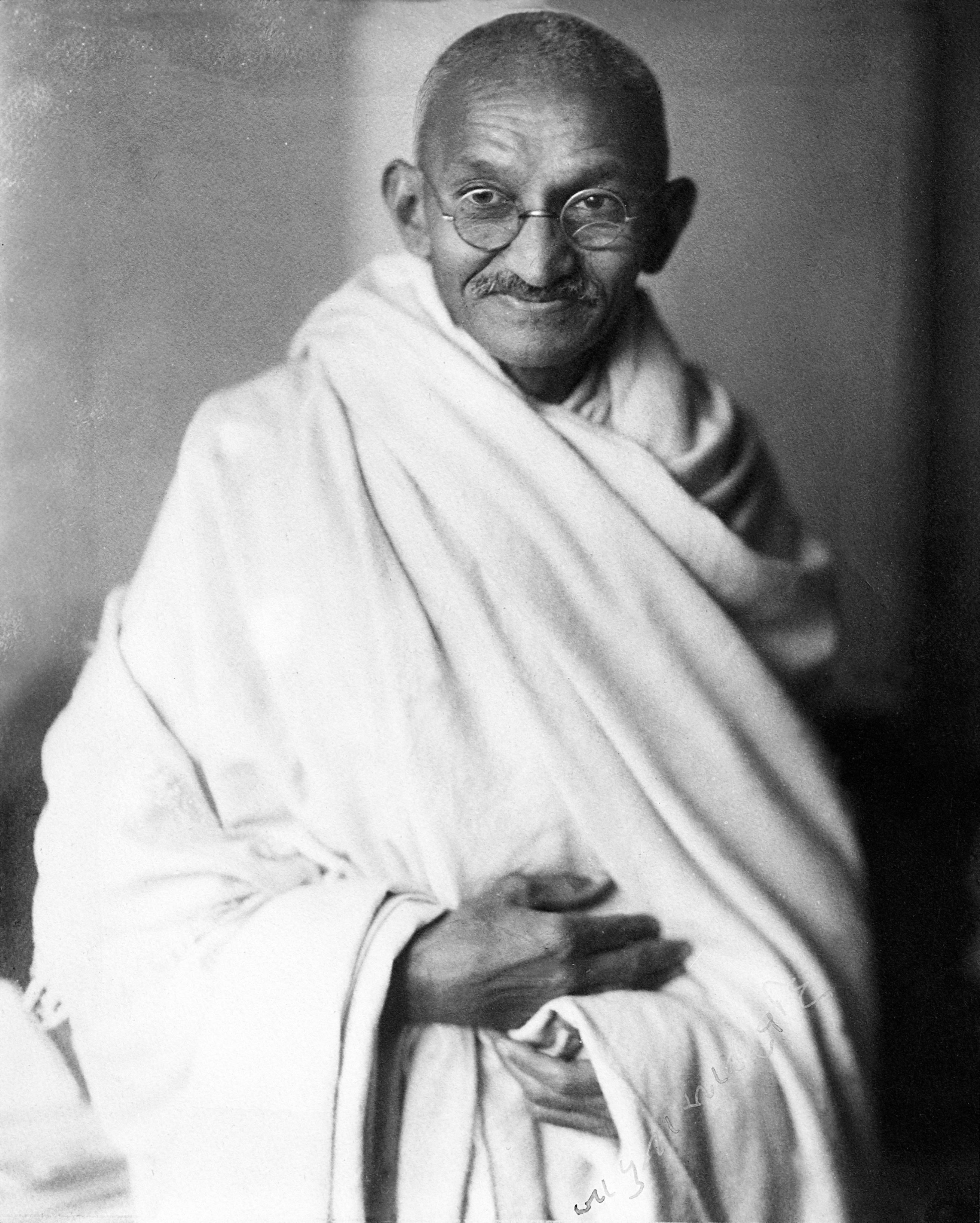
Il Mahatma Gandhi

- Mohandas "Mahatma" Gandhi, politico, filosofo e avvocato indiano
- Samaldas Gandhi, politico indiano

### Famiglia Nehru-Gandhi
- Feroze Gandhi, politico e giornalista indiano
- Indira Gandhi, politica indiana
- Priyanka Gandhi, politica indiana
- Rahul Gandhi, politico indiano
- Rajiv Gandhi, politico indiano
- Sanjay Gandhi, politico indiano
- Sonia Gandhi, politica italiana naturalizzata indiana